# Bố Mục Ba
Bố Mục Ba (tiếng Trung: 穆布巴; 23 tháng 3 năm 1682 – 24 tháng 11 năm 1751) là một hoàng thân của nhà Thanh trong lịch sử Trung Quốc, người thừa kế 1 trong 12 tước vị Thiết mạo tử vương.

## Cuộc đời
Bố Mục Ba được sinh ra vào giờ Sửu, ngày 15 tháng 2 (âm lịch) năm Khang Hi thứ 21 (1682), trong gia tộc Ái Tân Giác La. Ông là con trai thứ năm của Dĩ cách Thuận Thừa Quận vương Lặc Nhĩ Cẩm, mẹ ông là Thứ thiếp Tôn thị (孫氏). Năm Khang Hi thứ 38 (1699), tháng giêng, em trai ông Sung Bảo (充保) qua đời khi còn nhỏ, nên ông được thế tập tước vị Thuận Thừa Quận vương đời thứ 6. Năm thứ 54 (1715), tháng 5, vì duyên sự mà ông bị cách tước. Tước vị sẽ do tộc thúc Nặc La Bố thế tập. Năm Càn Long thứ 16 (1751), ngày 7 tháng 10 (âm lịch), giờ Tuất, ông qua đời, thọ 70 tuổi.

## Gia quyến

### Thê thiếp
- Đích Phúc tấn: Đông Giai thị (佟佳氏), con gái của Thành Thủ úy Tề Ba Cáp (齊巴哈).
- Thứ thiếp: 
  - Cung Giai thị (恭佳氏), con gái của Lục phẩm Quản lãnh Ngô Nhĩ Giai Tề (吳爾佳齊).
  - Y Nhĩ Căn Giác La thị (伊爾根覺羅氏), con gái của Thiên Đồ (偏圖).
  - Tha Tháp Lạp thị (他塔拉氏), con gái của Tam đẳng Thị vệ Tứ Cách (四格).

### Con trai
1. Tiến Bố (進布; 1705 – 1757), mẹ là Thứ thiếp Cung Giai thị. Có 5 con trai.
2. Hách Thăng Đồ (赫勝圖; 1707 – 1729), mẹ là Thứ thiếp Y Nhĩ Căn Giác La thị. Vô tự.
3. Bình Ngạc (伻鄂; 1710 – 1714), mẹ là Đích Phúc tấn Đông Giai thị. Chết yểu.
4. Châu Long A (珠隆阿; 1711 – 1740), mẹ là Thứ thiếp Tha Tháp Lạp thị. Vô tự.